# Aleuropteryx arceuthobii
Aleuropteryx arceuthobii is een insect uit de familie van de dwerggaasvliegen (Coniopterygidae), die tot de orde netvleugeligen (Neuroptera) behoort. 
De wetenschappelijke naam Aleuropteryx arceuthobii is voor het eerst geldig gepubliceerd door Meinander in 1975.